# بيتي (سردينيا)
بيتي، (بالإنجليزية: Bitti)‏، (سردينيا: Bitzi or Vitzi)، هي بلدية في مقاطعة نوورو، في إقليم سردينيا الإيطالي، وتقع على بعد حوالي 140 كم (87 ميل) شمال كالياري، وحوالي 20 كم (12 ميل) شمال نوورو.

## السكان
في سنة 1861 بلغ عدد السكان 3٬272 نسمة، وتطور العدد ليصل في سنة 2011 لـ 3٬019 نسمة.
يظهر هذا المخطط البياني تطور النمو السكاني لـ بيتي (سردينيا)